# Tragédie de Saint-Gingolph
 (août 2016).
Si vous disposez d'ouvrages ou d'articles de référence ou si vous connaissez des sites web de qualité traitant du thème abordé ici, merci de compléter l'article en donnant les références utiles à sa vérifiabilité et en les liant à la section « Notes et références ».
La tragédie de Saint-Gingolph est le nom donné aux évènements des 22 et 23 juillet 1944 liés à la Seconde Guerre mondiale, qui se sont déroulés à Saint-Gingolph en France. Une opération de la Résistance française contre les forces allemandes du village fut suivie d'une violente répression contre les habitants de la part de SS venus en renfort.

## Contexte
En 1940, à la suite de l'armistice franco-allemand, l'armée italienne prend position à la frontière franco-suisse de la partie française de Saint-Gingolph, remplacée par l'armée allemande en septembre 1943. Un réseau de résistance se met en place à Abondance. André Zénoni est le responsable de la section de Saint-Gingolph.

## Déroulement

### 22 juillet 1944, dans la journée
La section de Francs-tireurs et partisans de Thonon donne l'ordre de passer à l'insurrection générale et d'attaquer tous les postes allemands de la rive du lac Léman. Les FTP d'Abondance sont désignés pour le poste de Saint-Gingolph. L'attaque est fixée au 14 juillet 1944, mais, après avoir été repérée par des patrouilles allemandes à Vinzier, l'attaque est finalement repoussée au 22 juillet 1944 à 12h00. Il faudra jouer sur l'effet de surprise, car les Allemands seront en train de prendre leur repas à l'Hôtel de France, sur le quai français.
Le jour dit, à 7h00 environ, les maquisards prennent la route de Saint-Gingolph. À 11h00, un premier groupe descend par l'ancienne route de Novel, l'autre arrive par la route d'Évian. Le premier groupe tombe sur une patrouille de deux soldats allemands qui discutent avec une femme, Mme Béchet. Les hommes du maquis tentent un encerclement, mais, perdant son sang-froid, un jeune prend son fusil-mitrailleur et tire. Un soldat et la femme sont tués, le deuxième soldat est blessé. Il réussit néanmoins à se retirer vers le vallon de la Morge, où il restera caché. Les coups de feu donnent l'alarme. Les soldats en repos s'arment et partent au combat. La rue Nationale est le théâtre d'un violent combat. Après plusieurs blessés graves qui seront évacués vers l'hôpital de Monthey en Suisse, les résistants battent en retraite. Côté allemand, on compte une dizaine de morts. Deux civils français sont tués pendant la fusillade.

### 22 juillet 1944, en soirée
André Chaperon, avocat-notaire, capitaine de l'armée suisse et président (maire) de la partie suisse de Saint-Gingolph s'attend à des représailles des Allemands. Il se rend sur le territoire français pour tenter de parlementer. Le capitaine Hartmann, chef de la garnison allemande, lui affirme qu'il a reçu l'ordre de raser tout le village. L'église de Saint-Gingolph étant un bien commun des deux communes, André Chaperon obtient sa sauvegarde, ainsi que celle des bâtiments se trouvant en dessous de la voie ferrée. Pendant ce temps, prise de panique, la population passe la frontière, ouverte sur ordre du colonel-brigadier suisse Julius Schwarz, commandant de la Brigade de montagne 10 stationnée en Valais, et est accueillie en Suisse. Des trains sont organisés pour évacuer la population française sur Vevey de l'autre côté du lac Léman.

### 23 juillet 1944
Vers 11 h, des renforts SS venus d'Annemasse et équipés de lance-flammes arrivent à Saint-Gingolph en sidecar et en bateau avec pour ordre de raser le village et d’exercer des représailles. Les bâtiments sont fouillés, le bétail et des biens sont saisis. Huit personnes qui n'étaient pas passées en Suisse sont prises en otage : Arlette Boch, 30 ans, commerçante ; René Boch, commerçant ; Henri Rinolfi, 70 ans, handicapé ; Louis Veillant, employé d'hôtel ; Élie Derivaz, fonctionnaire ; Louis Rossillon, abbé de la paroisse ; M. Roux, receveur des postes, et sa fille de 13 ans. Les deux derniers seront libérés : les six autres sont fusillés au centre du village. À 15 h, les lance-flammes entrent en action et embrasent les premières maisons, pour la plupart des granges en bois dans le haut du village.
Seul, le colonel-brigadier Julius Schwarz se rendit alors auprès des officiers SS installés à l’hôtel Beau-Rivage. Il leur fait comprendre en allemand que la poursuite des exécutions ainsi que la mise à feu de maisons appartenant à des citoyens suisses, nombreuses dans la partie française du village, entraînerait l’intervention de l’important contingent de la Brigade de montagne 10 concentré à la frontière. Ce coup de bluff fait son effet et la rue Nationale, axe principal de Saint-Gingolph avec commerces, hôtels et restaurants, fut épargnée par l’incendie. Au bout de quelques heures, l’église se trouve menacée, malgré la promesse du capitaine Hartmann de la protéger. Il autorise alors les pompiers suisses à se rendre en France pour éteindre l’incendie.

## Bilan et mémoire
Un odonyme local (Vingt-Trois-Juillet ) rappelle cette tragédie. L'événement est périodiquement commémoré.